# ژیتنیتسا (استان کرجالی)
ژیتنیتسا (به بلغاری: Zhitnitsa) یک منطقهٔ مسکونی در بلغارستان است که در شهرستان چرنوچن واقع شده‌است.